# 蒙日博
蒙日博（法語：Montgibaud，法語發音：[mɔ̃ʒibo]）是法国科雷兹省的一个市镇，位于该省西北部，和上维埃纳省接壤，属于布里夫拉盖亚尔德区。

## 地理
蒙日博（45°31'7"N, 1°25'21"E）面积13.99 平方千米，位于法国新阿基坦大区科雷兹省，该省份为法国中南部省份，北起上维埃纳省和克勒兹省，西接多爾多涅省，南至洛特省，东临多姆山省和康塔爾省。
与蒙日博接壤的市镇（或旧市镇、城区）包括：伯奈、吕贝萨克、库萨克博讷瓦勒、默扎克。
蒙日博的时区为UTC+01:00、UTC+02:00（夏令时）。

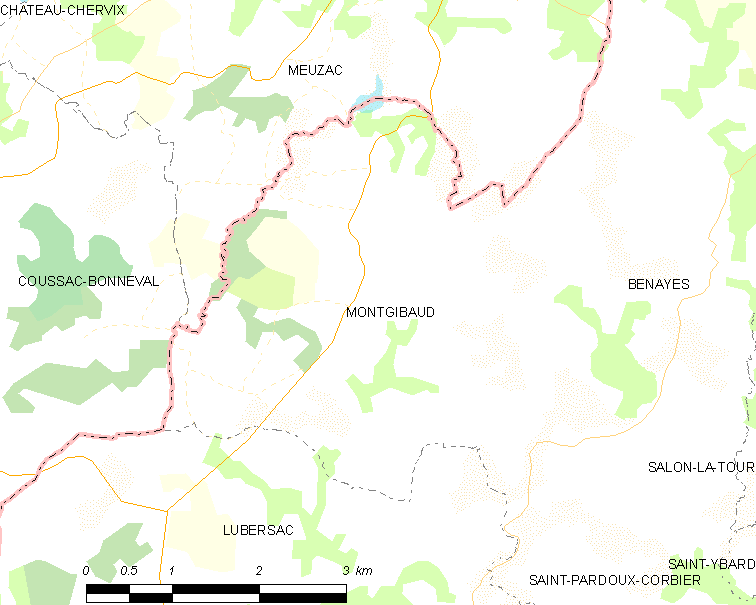
蒙日博的OSM定位图

## 行政
蒙日博的邮政编码为19210，INSEE市镇编码为19144。

## 政治
蒙日博所属的省级选区为于泽什县。

## 交通
科雷兹省省道D39线和D85线在境内交汇。

## 人口

1962-2008年间蒙日博人口变化图示

蒙日博于2022年1月1日时的人口数量为251人。